# 제29보병여단
제29보병여단, 또는 간단히 제29여단은 영국 육군의 보병 여단 중 하나였던 부대였다. 1914년 제1차 세계 대전에서 처음으로 전투에 참여한 이후 제2차 세계 대전과 6.25 전쟁에 참전했다.

## 역사

### 제1차 세계 대전
제29보병사단은 제10아일랜드 사단의 일부로 1914년 8월에 창설되었다. 이 부대는 키치너 군의 제1파였다. 1915년 7월 갈리폴리 전역을 위해 림노스 섬에서 제29여단의 소속사단이 변경되었다. 제29보병여단은 1915년 8월 6일에서 7일 사이에 ANZAC 곶에 상륙해 추누크 베어 전투에 참여했다. 1915년 9월 아일랜드 사단은 살로니카로 철수했고, 사단의 구성원들은 모노클리시아, 프로바타스, 코츠리노에서 군사활동을 이어나갔다. 1917년 9월 사단은 이집트로 철수했으며, 이후 팔레스타인 전역에 참전해 제3차 가자 전투에서 성과를 얻었다.

### 제2차 세계 대전
제2차 세계 대전 당시 카이로 여단은 1939년 9월 20일 제29보병여단으로 재명명되었다가 1939년 10월 제22여단으로 다시 명칭이 변경되었다. 1940년 7월 14일, 여단장 올리버 리스의 지휘 하에 새로운 제29보병여단이 탄생했다. 이 부대는 영국 제12군단 서부 웨섹스 사단 소속의 부대로 1941년 5월 영국 육군성에 통합되기 전까지 12군단 예하 부대로 운영되었다.

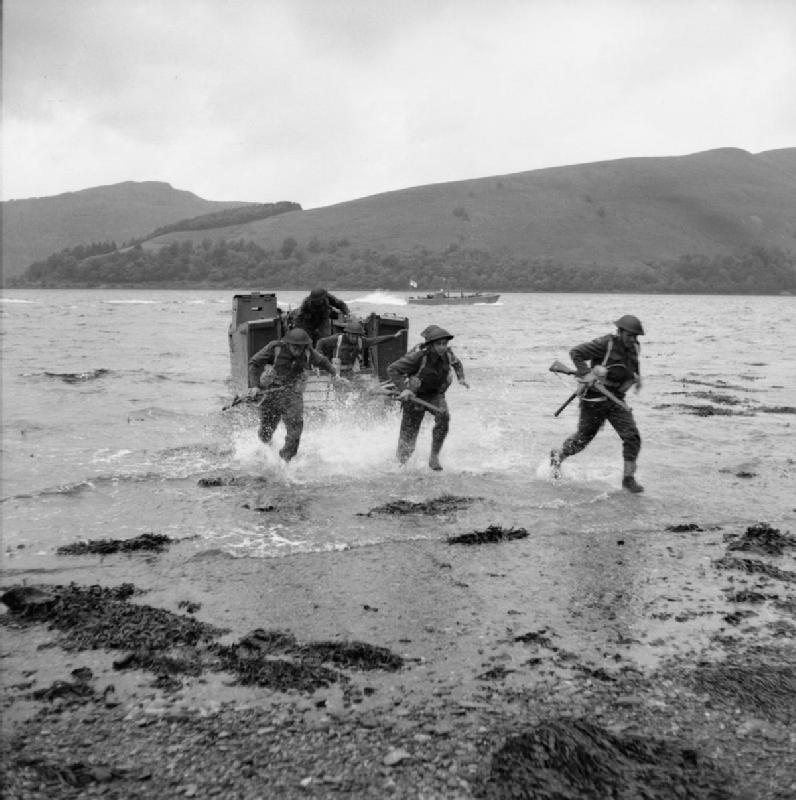
상륙 주정을 타고 아르셸에서 상륙 훈련을 연습하는 제29보병여단.

프랜시스 페스팅 여단장의 지휘 하에 제29여단은 1942년 5월 5일 마다가스카르 전투에서 지휘부대 역할을 맡았다. 1943년 1월 26일 마다가스카르에 도착한 부대는 영국 제36사단의 예하 부대로 들어와 상륙 작전을 수행했다. 이후 1944년 2월 12일 버마로 이동했다. 버마에서도 이 부대는 36사단에 남아있었는데, 영국 제36사단은 1944년 9월 1일 재명명된 것이었다. 1945년 5월까지 제29여단은 버마 전선에서 싸우다가 인도로 돌아왔다.

### 한국 전쟁

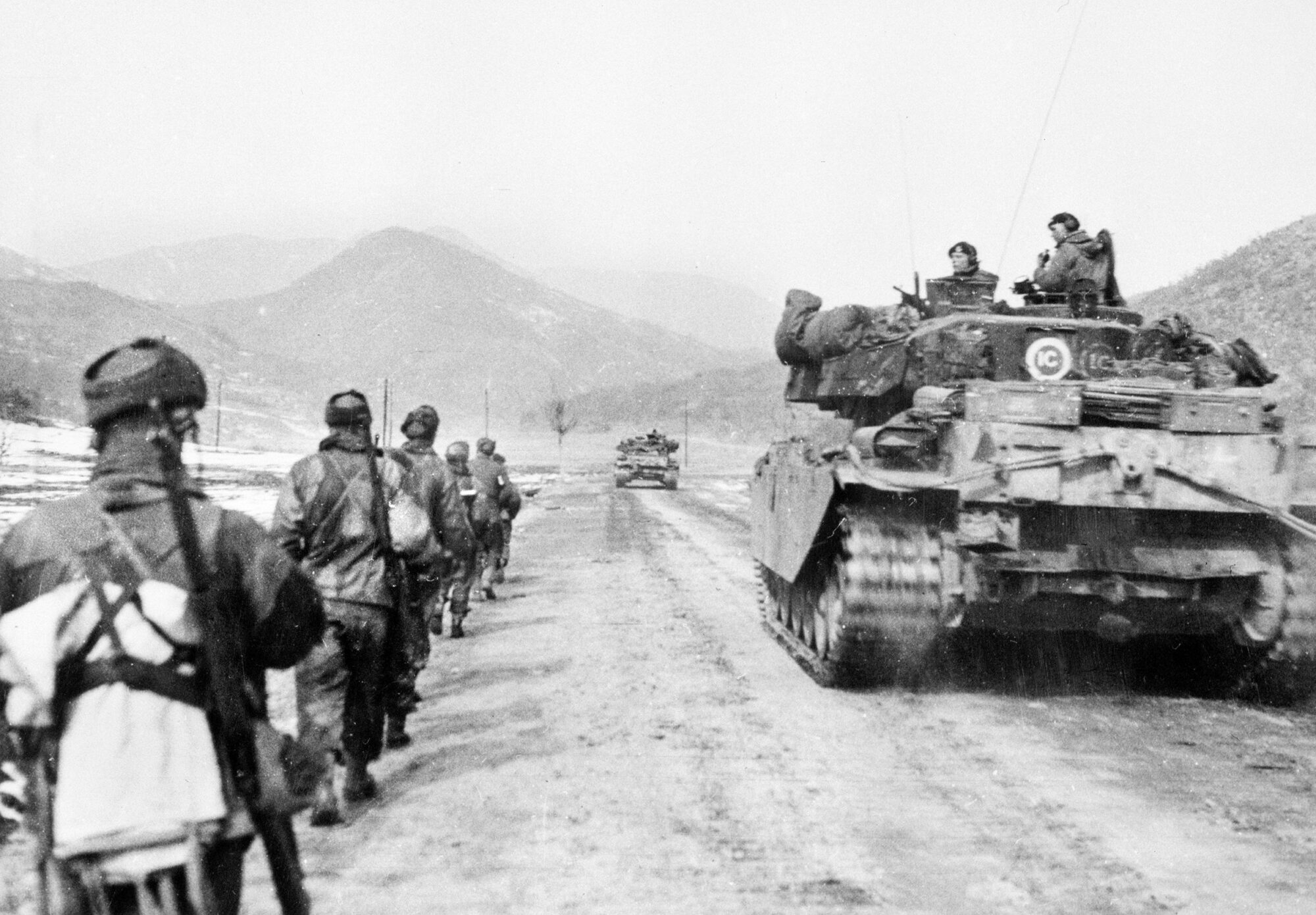
1951년 3월 327고지를 공격하기 위해 전진하는 제29여단의 전차와 보병들.

1949년 제29여단은 재편성되었고, 한국 전쟁이 발발하자 제29독립보병여단이라는 이름으로 재소집되었다. 1950년 12월 한국에 도착했을 때 이 부대는 왕립 노섬벌랜드 푸질리어 제1대대를 맡았고, 글로스터셔 연대와 왕립 얼스터 소총연대와 제8왕의 왕립 아일랜드 후사르, 제7왕립전차연대를 맡았다. 이 부대는 벨기에 유엔 사령부를 비롯하여 네덜란드, 룩셈부르크, 벨기에 등 비영국인 병력도 포함하고 있었다. 평양 부근에서 1.4후퇴로 인하여 서울 부근의 송추에 제7왕립전차연대, 노섬버랜드 퓨질리어스와 함께 전개. 수원으로 후퇴한다.1951년 2월, 대반격으로 서울을 수복한이후 여단은 1951년 4월 설마리 전투에서 중공군에게 큰 피해를 입히며 전투를 벌였다. 그러나 제29여단의 글로스터셔 연대도 큰 피해를 입었다. 1951년 7월 제29영국보병여단으로 재조직된 부대는 영연방 제1사단에 편입되어 1951년 11월까지 복무했다.

## 부대의 편성 및 배치

### 제1차 세계 대전
- 왕립 아이리시 연대, 제5(근무)대대; 1914년 8월 ~ 1915년 6월
- 왕립 아이리시 소총대, 제6(근무)대대; 1914년 8월 ~ 1918년 5월
- 코노트 레인저스, 제5(근무)대대; 1914년 월 ~ 1918년 4월
- 웰일즈공 렌스터 연대 (왕립 캐나다인), 제6(근무)대대; 1914년 8월 ~ 1918년 5월 2일
- 햄프셔 연대, 제10(근무)대대; 1915년 6월 ~ 1916년 11월
- 웰일즈공 렌스터 연대 (왕립 캐나다인), 제1대대; 1916년 11월 ~ 종전
- 제29기관총중대; 1916년 5월 ~ 1918년 5월
- 제29참호박격포포대; 1916년 10월 ~ 1917년 월
- 제54시크 (Frontier Force) 제1대대; 1918년 4월 ~ 종전
- 제101척탄대 제1대대; 1918년 4월 ~ 종전
- 제151시크보병대 제2대대; 1918년 6월 ~ 종전

### 1939년
- 버프스 (이스트켄트 왕립연대), 제1대대
- 스코츠 근위대, 제2대대

### 제2차 세계 대전
1940년–1945년
- 스코츠 왕립푸질러, 제1대대
- 이스트랭켜서 연대, 제2대대
- 웰치 왕립푸질러, 제2대대
- 사우스랭켜서 연대; 1944년 4월 16일까지만
- 제29독립여단집단 대전차중대; 1940년 9월 1일 – 1941년 1월 18일
- 왕립기갑군단 "B" SS Squadron; 1942년 8월 20일 ~ 1943년 6월 1일
- 왕립포병
  - 제204(Oban)대전차포대; 1940년 7월 16일 ~ 1941년 5월 5일
  - 제17야전연대; 1940년 7월 15일 – 1941년 5월 5일
  - 제455독립경포대; 1942년 8월 20일 – 1943년 6월 1일
- 제29독립여단집단 정찰중대; 1941년 1월 19일 – 1941년 5월 5일
- 기관총중대
  - 제5아가일 셔터랜드 하이랜더스, "E" 중대; 1940년 8월 16일 – 1941년 6월 11일
  - 아가일 셔터랜드 하이랜더스, 기관총중대; 1941년 6월 12일 – 1941년 10월 31일
  - 노섬벌랜드 왕립푸질러 기관총중대; 1941년 1월 19일 – 1941년 5월 5일
  - 제2맨체스터 연대, "D" 중대; 1943년 10월 17일 – 1944년 6월 16일
- 왕립 공병, 제236야전중대; 1940년 7월 16일 ~ 1943년 1월 25일
- 왕립육군근무대, 제29독립여단집단 왕립육군근무중대; 1940년 8월 1일 ~ 1941년 5월 5일
- 왕립육군의무대, 제154야전앰뷸런스; 1940년 7월 16일 ~ 1943년 1월 25일
- 왕립육군병기대
  - 제29독립여단집단 Workshop; 1940년 4월 27일 – 1941년 7월 10일
  - 제29독립여단집단 Ordnance Field Park; 1940년 4월 29일 – 1941년 5월 5일
- 왕립군사경찰, 제29독립여단집단 감찰반 Provost Section; 1940년 7월 18일 – 1943년 1월 15일

1945년 5월 ~ 8월
- 카메로니안 (스코티시 소총대, 제1대대
- 에식스 연대, 제1대대
- 여왕 왕립연대 (웨스트서레이), 제2대대

### 한국 전쟁
제29독립보병여단, 1950년 11월 – 1951년 7월
1951년 7월 ~ 11월
- 노섬벌랜드 왕립푸질러, 제1대대
- 글로스터셔 연대, 제1대대
- 울스터 왕립 소총대, 제1대대

1951년 11월 ~ 1952년 11월
- 노퍽 왕립연대, 제1대대
- 레스터셔 왕립연대, 제1대대
- 웰치 연대, 제1대대

1952년 11월 ~ 1953년 7월
- 블랙 와치, 제1대대
- 국왕연대 (리버풀), 제1대대
- 웰링턴 공작 연대, 제1대대